# Plyomydas peruviensis
Plyomydas peruviensis är en tvåvingeart som beskrevs av Wilcox och Nelson Papavero 1971. Plyomydas peruviensis ingår i släktet Plyomydas och familjen Mydidae.
Artens utbredningsområde är Peru. Inga underarter finns listade i Catalogue of Life.